# 릴리와 찌르레기
《릴리와 찌르레기》(영어: The Starling)는 2021년 미국의 코미디 드라마 영화이다. 시어도어 멜피 감독이 연출했고, 멀리사 매카시, 크리스 오다우드, 케빈 클라인, 티머시 올리펀트, 스카일러 지손도, 다비드 디그스, 로라 해리어 등이 출연하였다.
2021년 9월 12일 제46회 토론토 국제 영화제에서 공개되었고, 9월 17일 넷플릭스에 공개되었다.

## 줄거리
잭과 릴리 메이너드 부부는 영아 돌연사 증후군으로 딸을 잃고 깊은 슬픔에 잠긴다. 잭은 정신 병원에 입원하고, 릴리는 혼자 집에 남아 힘겹게 하루하루를 버틴다.
릴리는 남편이 퇴원할 때를 대비해 집과 살림을 유지하려 애쓴다. 힘든 와중에 뒷마당 나무에 둥지를 튼 찌르레기가 그녀를 괴롭히기 시작하고, 릴리는 찌르레기를 막는 데 집착하게 된다. 또한 매주 두 시간씩 운전하여 잭을 만나러 가지만, 잭이 정말 집에 돌아오고 싶어 하는지, 돌아온다면 삶이 어떻게 될지 불안해한다.
릴리는 자신의 감정을 돌보지 않고 잭의 슬픔을 우선시한다. 잭의 병원 상담사는 잭이 퇴원하기 전에 릴리 또한 정신 건강 상담을 받아보라고 권유한다. 릴리는 정신과 의사 이력이 있는 특이한 수의사 래리 파인을 만나게 되고, 그들은 서로의 문제를 마주하고 극복하도록 도우며 특별한 유대감을 형성한다. 래리는 찌르레기 문제도 도와주는 한편 대화 중에 자연스럽게 릴리가 슬픔을 치유할 수 있도록 이끌어준다. 릴리는 찌르레기에게 애착을 느끼기 시작하고, 실수로 돌을 던져 찌르레기를 다치게 한 뒤 래리의 도움을 받아 찌르레기를 살려낸다.
찌르레기가 회복하자 릴리는 찌르레기를 놓아준다. 이후 릴리와 찌르레기는 서로를 괴롭히는 대신 공존하게 된다.
잭이 집으로 돌아오면서 부부는 화해하고, 함께 세상을 헤쳐나가기로 한다. 영화는 찌르레기가 여전히 그들의 마당에서 시간을 보내는 가운데 함께 정원을 가꾸는 부부의 모습을 보여주며 끝을 맺는다.

## 출연
- 멀리사 매카시 - 릴리 메이너드 역
- 크리스 오다우드 - 잭 메이너드 역
- 케빈 클라인 - 래리 파인 수의사 역
- 킴 퀸 - 리지나 역
- 스카일러 지손도 - 디키 역
- 로레타 더바인 - 벨마 역
- 티머시 올리펀트 - 트래비스 델프 역
- 다비드 디그스
- 로절린드 차오
- 로라 해리어
- 에밀리 트러메인
- 스콧 맥아더
- 엘리자베스 롬
- 베로니카 팔콘
- 브록 브레너
- 에디 패터슨